# フリッツX

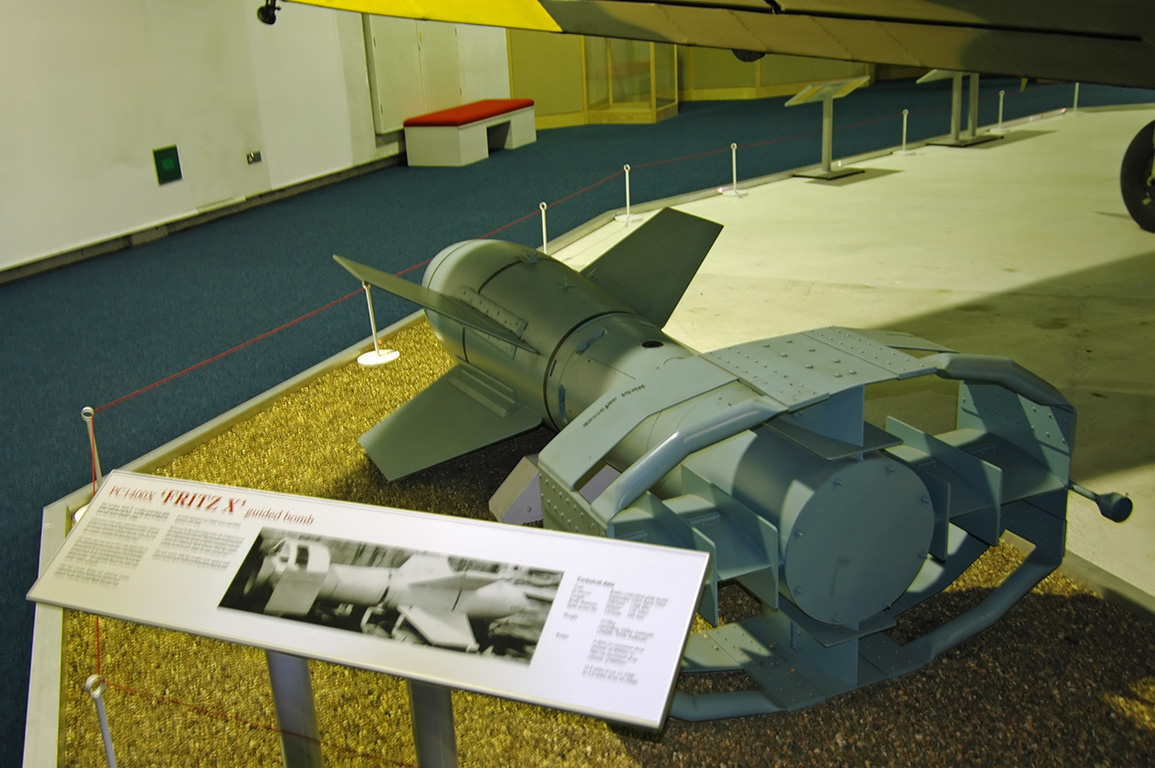
フリッツX。写真は弾体の後部から見た物で、特徴的な箱型尾翼が写っている。

フリッツX（FritzX、-エックス）とはドイツが第二次世界大戦中に開発した滑空式誘導爆弾である。ルールシュタール/クラマーX-1（Ruhrstahl/Kramer X-1）という名称も持っており、こちらが正式名称であるが、あまり有名ではないため、本稿ではフリッツXとする。SD1400X、FX1400X、PC1400Xという呼称もある。

## 概要
開発は1938年からベルリンのアドラースホフで始まった。ドイツ最大の航空研究所DVLのマックス・クラマー(de:Max Kramer)博士がSC-250爆弾を使い箱型尾翼の研究を行っていたが、これにドイツ空軍が関心を示したのが始まりである。
同時期にドイツが開発した誘導爆弾にHs293がある。フリッツXが徹甲弾であるSD1400を基に開発され、推進装置を持たない滑空爆弾であったのに対して、Hs293はロケット推進装置を備えていた。
機体の主要構成部品である手動指令照準線一致誘導方式の誘導装置については、無線操縦用送信機はテレフンケン社、無線受信機はシュトラフスト・ルントフンク製作所でそれぞれ開発した後でラインメタル・ボルジッヒ社で完成された。
1942年ごろからベルリン南方60kmのヨーテボーグにて飛行試験を開始（使用機はHe111）、またペーネミュンデ陸軍兵器実験場にて風洞実験も行った。1942年秋にはほとんどの問題を解決する。1943年には天候の問題（フリッツXの真価は高度6,000mから投下しなければ発揮されなかったが、地上からその高度まで晴れているという条件がドイツではなかなか満たされることがなかった）から試験場をドイツ国内からイタリアのシポントに移している。イタリアでも改良が続けられるが、どうも実戦配備と改良は平行して行われていたようである。
誘導方式は目視誘導で、母機（主にDo217が使用された）から5,000m～8,000mという高高度で投下、母機はそのままスロットルを戻し着弾時には目標の真上にいられるようにする。このとき照準手は母機に据え付けられているロフテ7爆撃照準機でフリッツXを追尾した。なお、フリッツXの後部にはHs293と同じようにフレアーが出るようにされていたほか、一部は夜間使用のためのライトが点滅するようにもなっていた。尾翼には無線機器と誘導ジャイロスコープが、安定翼には無線操縦用ソレノイド（電磁コイル）作動式スポイラーが装備されており、母機からの信号を受け取ってスポイラーを操作し爆弾を制御する。なお、このスポイラーはあまり調子が良くなかったようである。イタリアで実験中に作動方式を空気圧式に変えてみたものの、温度変化の問題からこの案は破棄されている。
なお、命中精度は6,000 mから投下して目標までの誤差60 cmとされているが、これはあくまでも理論値であり、実際は誘導員の技量に大きく左右された。また、相手の電波妨害を考慮して有線誘導も試みられたが、8 kmもの長さのワイヤーを必要とするため不経済であり、廃案となった。一説にはワイヤー繰り出し速度がフリッツXの加速に追いつかなかったとも言われている。
1943年、イタリアは連合国に降伏、同年9月9日にはイタリア艦隊が連合軍に投降を始めた。これを阻止するためドイツ軍はイタリア艦隊を空襲。ドイツ第100爆撃航空団第3飛行隊所属の機体が攻撃した。このとき3機のDo17（Do217,またはHe111であるという説もある）から投下されたフリッツXが戦艦「ローマ」の前部弾薬庫、機関室、左甲板（2番砲塔と艦橋の間付近）に命中、ローマを撃沈した。原因は前部弾薬庫の弾薬引火のためとされている。なお、このときの命中弾は2発とする説があり、その場合は前部弾薬庫への命中弾は除かれ、左甲板に命中したフリッツXによって火災が発生、ダメージコントロールに失敗したため弾薬庫に引火したというものである。なお、同日に同型艦のイタリアもフリッツXが命中し大破している。

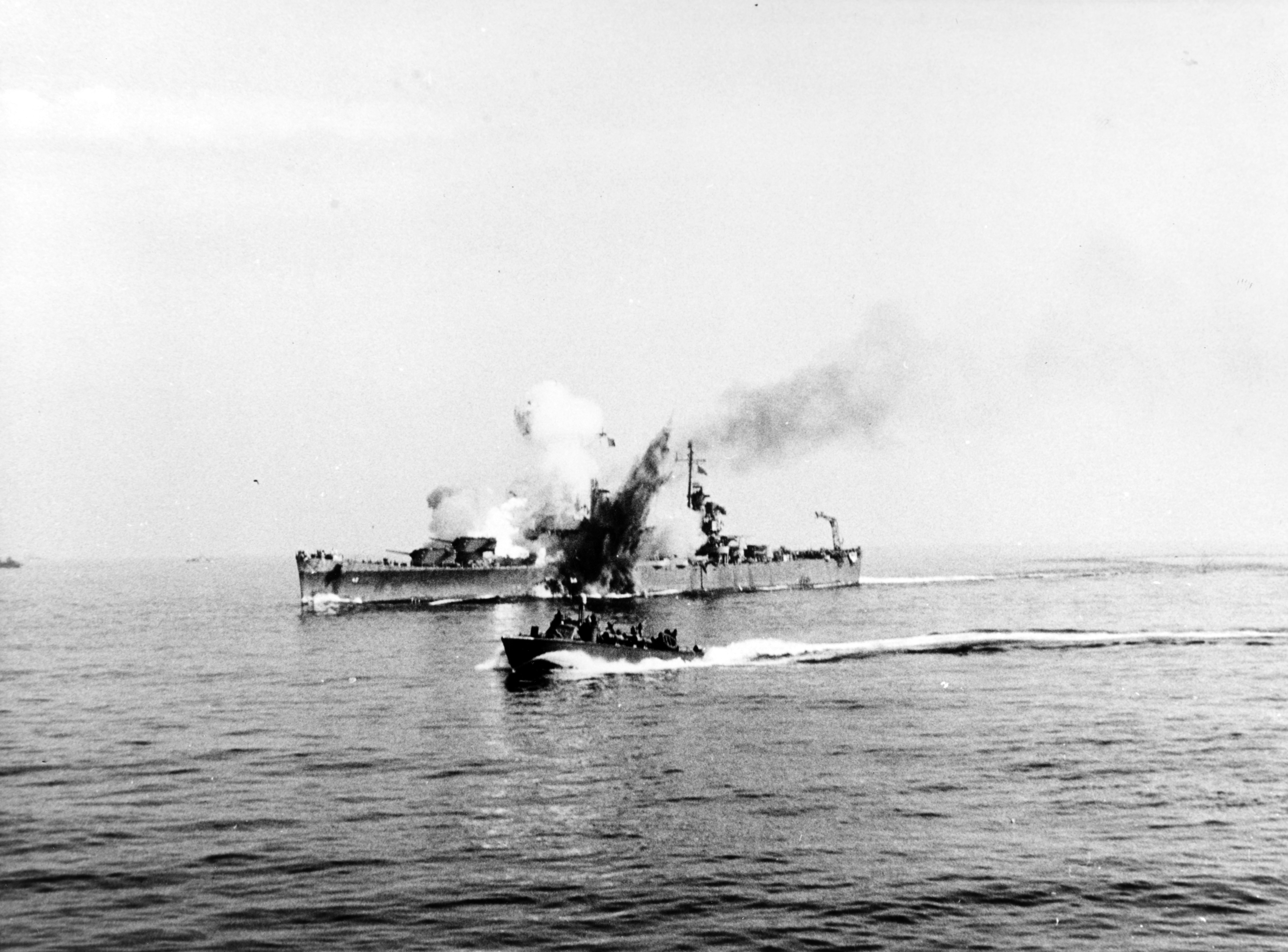
フリッツXの直撃を受ける米軽巡「サバンナ」

高高度から射出され、目標到達時には音速近く（1,035km/h）という速度まで加速して敵艦に命中するフリッツXの威力は絶大であり、当時イタリア最新の戦艦である2隻に大損害を与えたのである。その後の連合軍によるサレルノ上陸作戦では上陸支援を行っていたアメリカ軽巡洋艦「サバンナ」や輸送船、イギリス戦艦「ウォースパイト」にも被害を与えた。「サバンナ」は、フリッツＸが砲塔を貫通し艦内部で爆発し大きな損害を受けた。「ウォースパイト」は航行不能に陥り、マルタ島に曳航される羽目になった。
フリッツXの月産数は66機程度とされており、生産効率は良くない。最終的に1,386機が生産されたが、1943年～1944年までの実験に半数が使用されており、実戦参加数はそれほど多くない。その後フリッツXプログラムは途中で打ち切られた。これは生産上の問題ではなく、母機の損失があまりにも多かったからである。
フリッツXはその投下方法と誘導方式から母機は常に低速で目標の上空を飛び続けなければならなかった。そのため母機は敵からの回避行動をとることができず、非常に脆弱だったのである。
アメリカ合衆国でも誘導爆弾の開発が進められており、AZON誘導爆弾が1944年に実戦投入されている。ソビエトでは上述の手動指令照準線一致誘導方式固有の欠点により実戦配備には至らなかったものの、接収したフリッツXを基にSNAB-3000やUB-2000Fが開発された。

## データ
- 全長:3.26m
- 全幅（フィン含む）:1.35m
- 胴体直径:56cm
- 最大速度:1,035km/h（諸説あり）
- 重量:1,570kg

## 派生型
X-1
基本生産型。Xの文字はフリッツXの特徴的な主翼から付けられた。
X-2
より速い降下速度と赤外線誘導装置の搭載を予定したもの。これは完成することなく1機のみ試作された。
X-3
大型化し、音速以上の降下速度と射程の延長を計画したもの。
X-4
ほとんど別物であるルールシュタール X-4のこと。
X-5
さらに大型化、総重量は2250kgに達し、増加した空気抵抗により低下した降下速度を炸薬量で補おうとしたもの。
X-6
重徹甲爆弾型。先端部分と炸薬が強化されている。
Peter X
初期に試作された物のうちの一つ。He 177のマニュアルに2500kg爆弾として記載されている。上記のうちのどれかである可能性もある。
結局、基本生産型のX-1が単純で優れていたため、上記の派生型は量産されることはなかった。